# Unified Media Interface
Unified Media Interface, UMI — сполучна ланка між AMD APU (Accelerated Processing Unit) та FCH (Fusion Controller Hub). Подібний на Direct Media Interface від Intel, який базується на PCI Express. Концентратор Fusion Controller Hub схожий на південний міст більш ранніх наборів мікросхем.